# Đạn tự hành
Đạn tự hành, phi đạn hay tên lửa tự hành là hệ thống đạn dẫn đường chính xác tự di chuyển đến mục tiêu và tác động vào đường đi trong khi di chuyển để hiệu chỉnh, bắn chính xác. Đạn tự hành có bốn hệ thống thành phần: hệ dẫn đường/ngắm bắn, hệ bay, hệ động cơ và đầu đạn. Đạn tự hành được chế tạo cho nhiều mục đích khác nhau: đạn tự hành diện đối diện và không đối đất (đạn đạo, hành trình, chống hạm, chống tăng...), đạn tự hành đất đối không (và chống tên lửa đạn đạo), đạn tự hành không đối không và vũ khí chống vệ tinh. Các loại đạn tự hành được biết đến hiện nay được thiết kế với động cơ đẩy như động cơ phản lực, động cơ tên lửa hoặc các loại động cơ khác.

## Phân biệt đạn tự hành và tên lửa
Đạn tự hành là một loại đạn tự động được phóng đến mục tiêu. Thường được phóng bởi máy bay, xe chiến đấu bộ binh... Một số loại đạn tự hành còn được bảo mật để phóng. Sau khi khoá mục tiêu và nhập mật mã, ta ấn nút phóng. Xong
Tên lửa là gì? Tên lửa là một thứ phóng theo đường thẳng và sẽ nổ nếu va chạm mạnh vào vật gì đủ cứng. Thường được phóng bởi súng Bazooka, RPG,... Lực nổ, tầm xa, mức độ nguy hiểm không bằng đạn tự hành. Tên lửa thường dùng để: chống tăng, phá xe bọc thép, các phương tiện chiến đấu của địch.

## Mô tả

### Cơ chế đẩy
Đạn tự hành có thể có động cơ điện như ngư lôi có điều khiển, động cơ nhiệt các loại, động cơ phản lực dùng không khí, động cơ tên lửa, cũng có thể bắn bằng súng như các ATGM bắn từ pháo tăng, cũng có thể đơn giản không có động cơ mà dùng trọng lực hay vận tốc ban đầu của máy bay mẹ như bom lượn (còn gọi là bom có điều khiển). Một số loại đạn tự hành bắn từ nòng dã pháo cũng không có động cơ như hệ thống Crusader 155mm Mỹ hay Msta 152mm 2S19 Nga bắn đạn Krasnopol 152mm .

### đạn tự hành hành trình

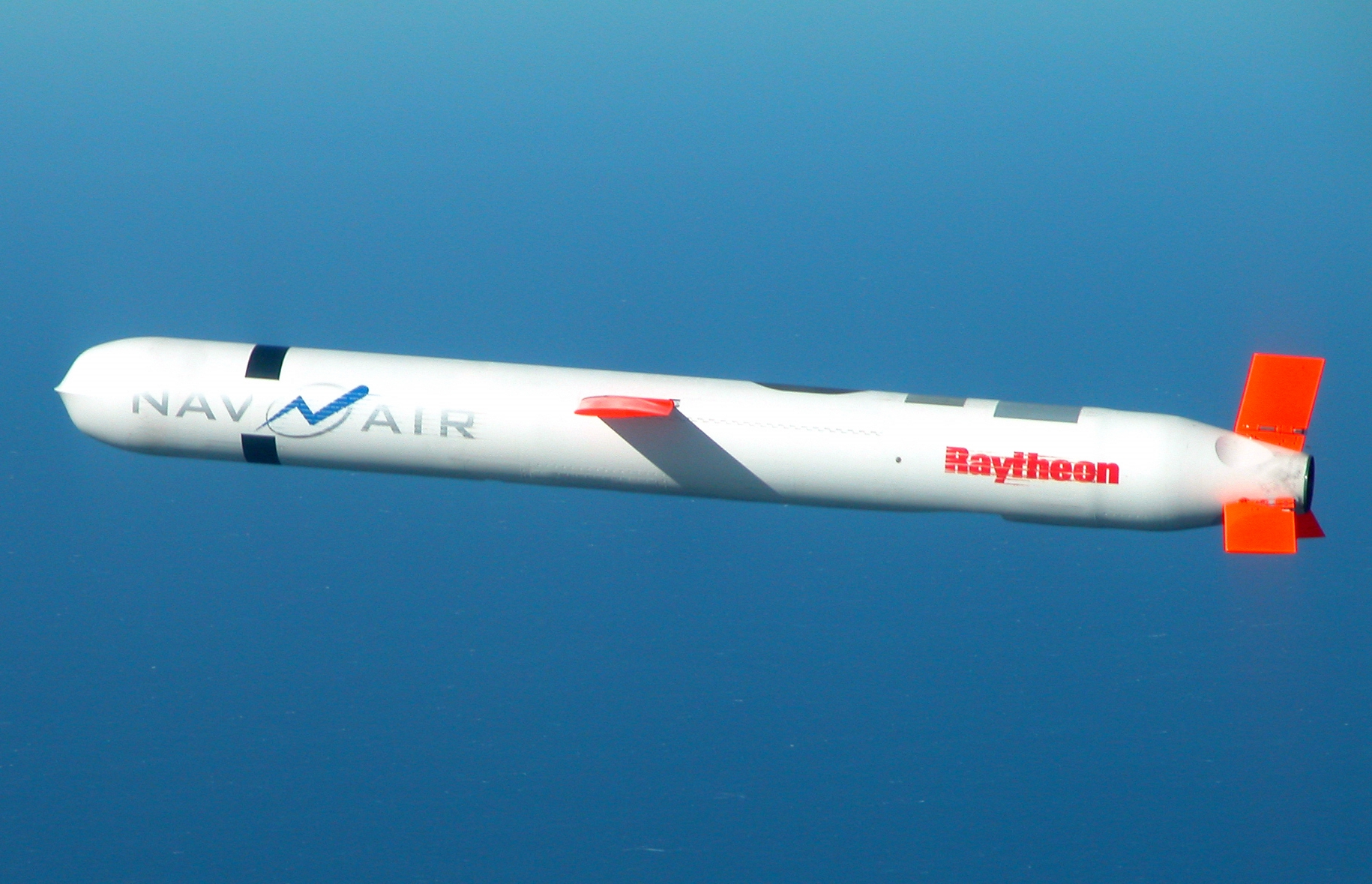
BGM-109 Tomahawk

### Đạn tự hành đối không

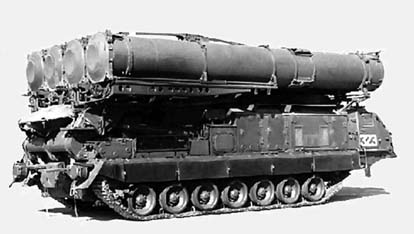
S-300V (SA-12a Gladiator)

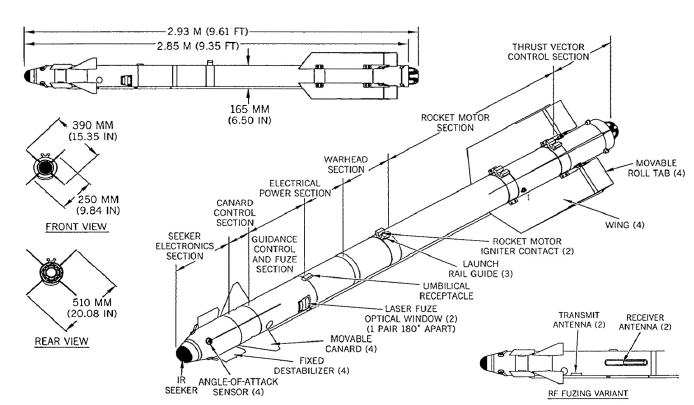
AA-11 Archer

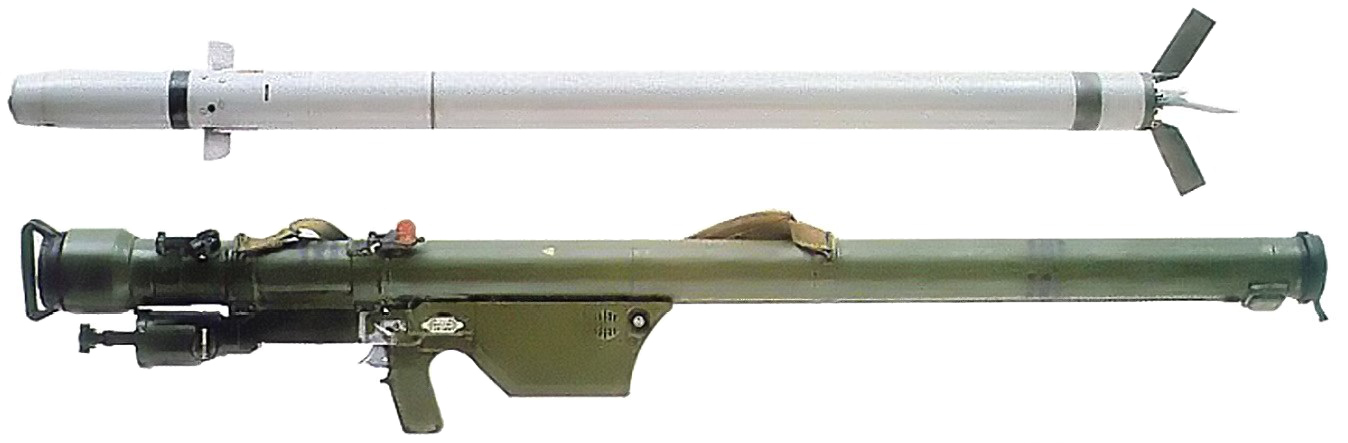
Strela 2, mã NATO SAM-7, tên Việt Nam A72

### Đạn tự hành chống tăng ATGM

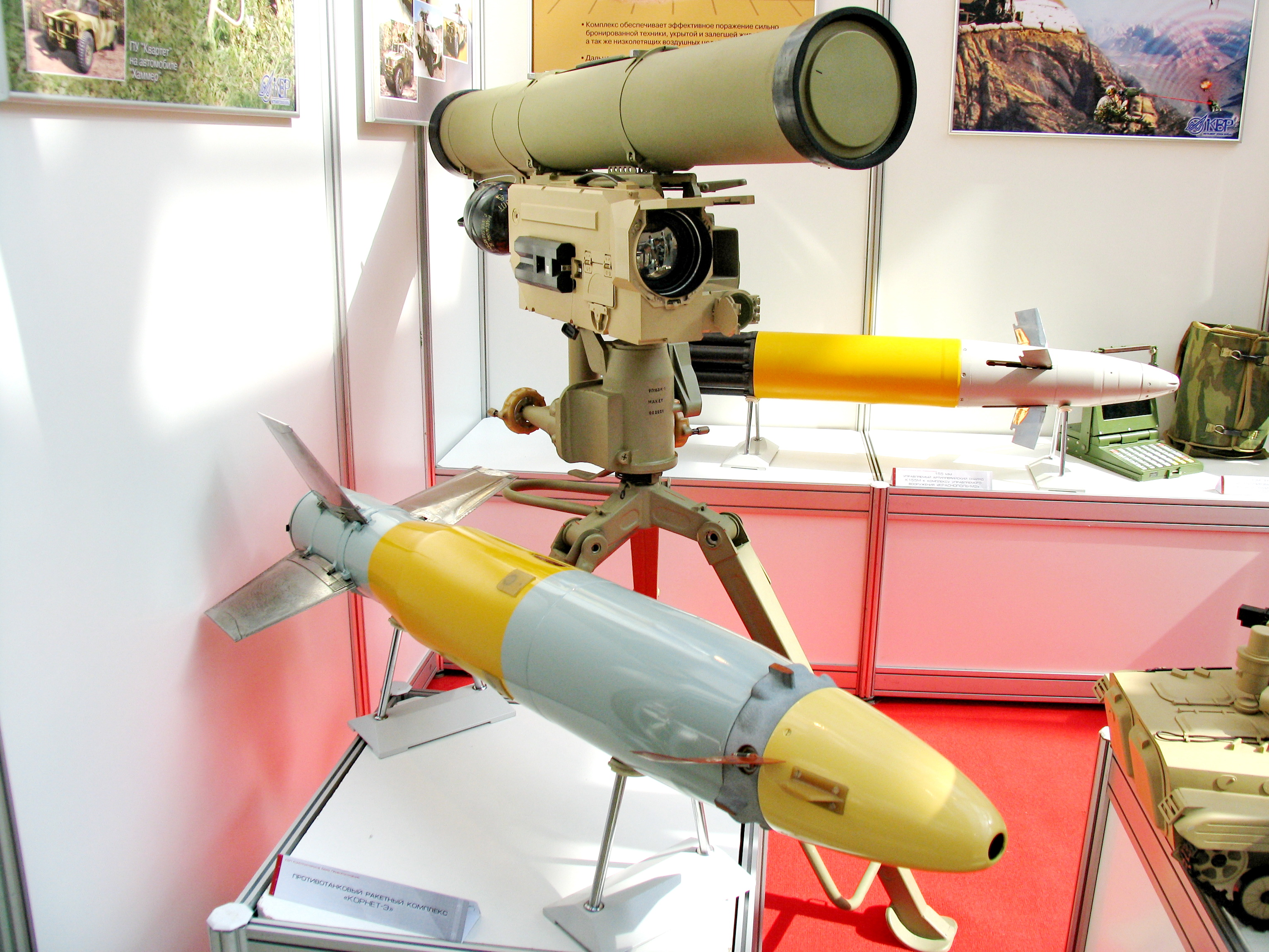
9M133 Kornet

#### Sơ lược lịch sử đạn tự hành chống tăng ATGM

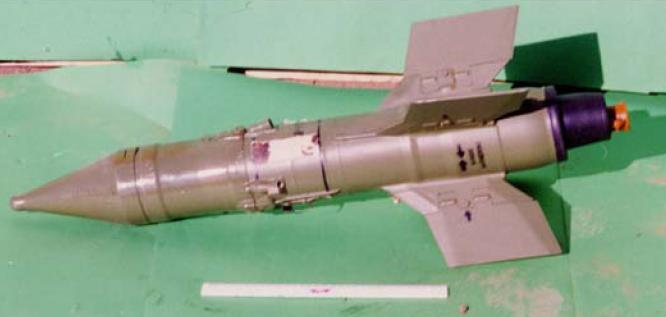
AT-3 với cơ cấu lái có một hướng duy nhất

## Những loại đạn tự hành thường thấy

### Đạn tự hành chống hạm

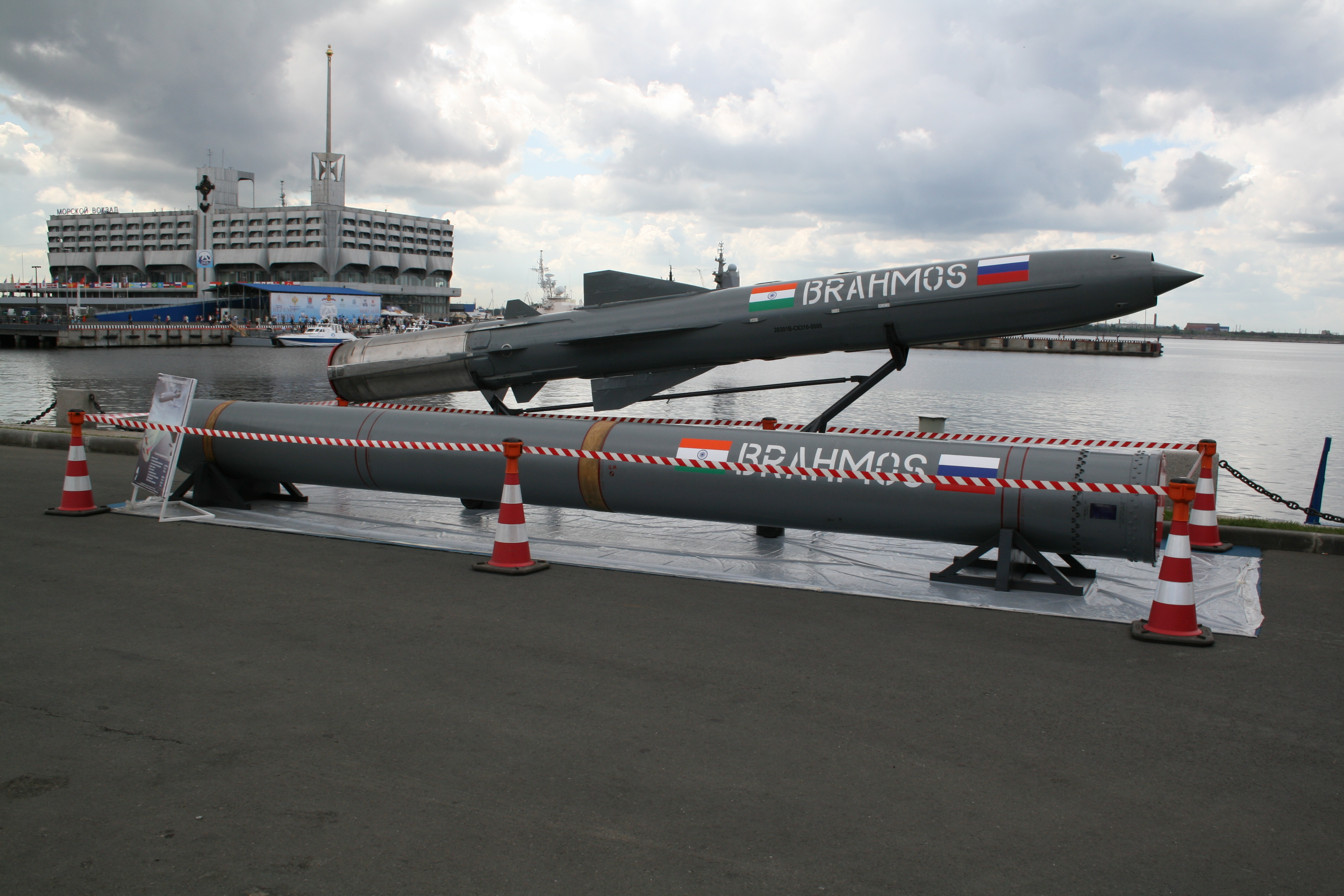
Brahmos

Nếu nhìn về lịch sử đánh nhau trên mặt nước thì trước WW2 các vũ khí đánh nhau chủ yếu là pháo cỡ lớn 3xx-4xxmm, và chống cự lại chúng băng giáp thép dày hơn nửa mét. Trong WW2, Nhật Bản đã gây choáng vì thiết kế hạm đội mới có tàu diệt tàu chủ lực là tàu sân bay. Từ đó, Mỹ học theo Nhật và cho đến nay vẫn dùng hạm đội kiểu Nhật Bản, loại hạm đội có tàu sân bay là vũ khí diệt tàu chủ lực. Đương nhiên, máy bay có tầm xa và mang được bom lớn hơn nhiều pháo lắp trên tàu. Đến cuối chiến tranh, khi đã yếu, Nhật Bản đã dùng máy bay có người lái cảm tử như một loại đạn. Nhưng dĩ nhiên máy bay có người lái quá cồng kềnh và không thể có khả năng vận động mạnh mẽ như máy bay tự động. Người ĐỨc đã thử nghiệm dùng đạn hành trình V2 để chống tàu, nhưng đạn này có khả năng vận động kém. Fritz X là loại đạn chống hạm đầu tiên, được Đức đưa ra và đã lập các chiến công lớn như bắn chìm soái hạm Ý. Ruhrstahl X-1 (Fritz X) có thể có động cơ nhỏ hay không có động cơ, nên nó lai giữa bom lượn và tên lửa, được lái qua sóng radio bởi hệ thống lái Kehl-Straßburg (phát triển bởi Telefunken) , đạn mang đầu chứa 300 kg thuốc nổ và có tầm xa 5 km, thả từ máy bay, tổng khối lượng phiên bản không động cơ 1362 kg, đầu đạn có mũ bảo vệ 130mm hợp kim nhôm.
Sau chiến tranh, Liên Xô đã nỗ lực vượt bậc để đưa đạn tự hành chống hạm cũng như các loại đạn tự hành khác vào ứng dụng thực tế. CHiến lược của Liên Xô là phát triển các tàu sân bay bay tức các máy bay hạng nặng, bắn ra các đạn tự hành tức các máy bay không người lái. Khác với Liên Xô, Mỹ dừng lại ở mức hạm đội máy bay có người lái kiểu Nhật Bản. Loại đạn tự hành chống hạm được sản xuất lớn đầu tiên là KS-1 Kometa , đầu 195x, đây là phiên bản máy bay MiG-15 không người lái, mỗi Tu-16 mang được 2 đạn, đầu đạn nhồi 400 kg thuốc, bắn xa 80 km, điều khiển bằng radar. Sau này đạn KS-1 được cải tiến nhiều, tăng độ tin cậy, tầm xa, sức công phá, có các phiên bản bắn từ máy bay, xe cơ giới mặt đất và tàu biển. So với MiG-15 nguyên thủy thì đạn đổi sang dùng loại động cơ gọn nhẹ hơn, đổi lấy việc giảm tuổi thọ. Cho đến 197x Liên Xô cho ra loại chiến hạm chuyên dùng đạn tự hành trong vai trò tàu đối kháng diệt tàu chủ lực là Kirov Class (Type 1144.2), ngày nay chiếc Kirov đổi tên là Peter the Great (Piotr Đại Đế), nó đã lên đà hiện đại hóa nhiều lần, chạy bằng năng lượng hạt nhân. Tàu không mang giáp dày mà tự vệ bằng hệ thống phòng không nhiều tầng, radar lớn nhất trong số các tàu chiến. Vũ khí tấn công chủ yếu của tàu là các đạn P-700 Granit tầm bắn 700 km, đầu nhồi 750 kg thuốc, tốc độ tối đa M2,5, đường bay là là cách mặt biển 15 mét, cả đạn nặng 7 tấn.

### Đạn tự hành đối đất
Người Nga có thêm các đạn tự hành dùng không khí đối đất khác nhau. Ví như đạn mang đầu chiến lược Meteorit Kh-90  bắn 3 ngàn km với tốc độ M2,5. Kh-59 cũng là đạn dưới âm nhưng bắn từ máy bay, dùng động cơ tuốc bin, nặng 930 kg, đầu nhồi 320 kg, bắn xa 200–300 km tùy bản. Klub cũng là đạn được Việt Nam mua, nặng từ 1,3-2,3 tấn, mang các loại đầu đạn đến 400 kg. Klub là loại đạn rất đa năng được thiết kế để có thể sử dụng bằng nhiều phương tiện và tấn công bằng nhiều phương án, tấn công nhiều loại mục tiêu. Đạn bay được các loại đường bay từ bay là là cho đến bổ nhào theo quỹ đạo đường đạn, tốc độ từ dưới âm cho đến M3. Trong đó, đạn có thể dễ dàng thay đổi cấu hình động cơ từ việc dùng tuốc bin cho đến hoàn toàn tên lửa. Một cấu hình được công bố không cần thay đổi động cơ cũng thay đổi tốc độ tấn công từ M0,8 đến M3, mang đầu đạn 200 kg, xuất phát từ xe cơ giới .

### Bom lượn

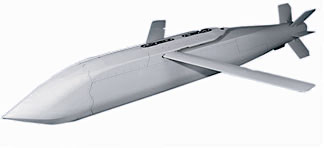
AGM-154 JSOW

Vì cấu hình như trên, nên bom lượn có tầm rất ngắn, đổi lại bom lượn có tỷ số khối lượng thuốc nhồi đầu / toàn bộ khối lượng rất lớn, nâng cao vọt khối lượng thuốc phá hữu ích mà máy bay mang theo. Bom lượn khó tấn công các mục tiêu di chuyển như tàu biển, nên thường được dùng tấn công mặt đất. Loại bom to nhất thế giới mang tên "Bom Bố" của Nga cũng là một loại bom lượn. Bên Mỹ có GBU-15 (Guided Bomb Unit 15), 1,1 tấn, tầm tối đa 24 km . AGM-154 Joint Standoff Weapon khi được máy bay mạnh ném đi có thể lượn đến 100 km.
Thông thường, nhiều loại đạn kết hợp cả tính năng động cơ và tính năng lượn, nó mang theo động cơ nhỏ gọn có thể bật tắt nhiều lần, để năng cao khả năng vận động. Ví dụ GBU-15 có phiên bản dùng động cơ là AGM-130 .

### Đạn tự hành chống tên lửa đạn đạo

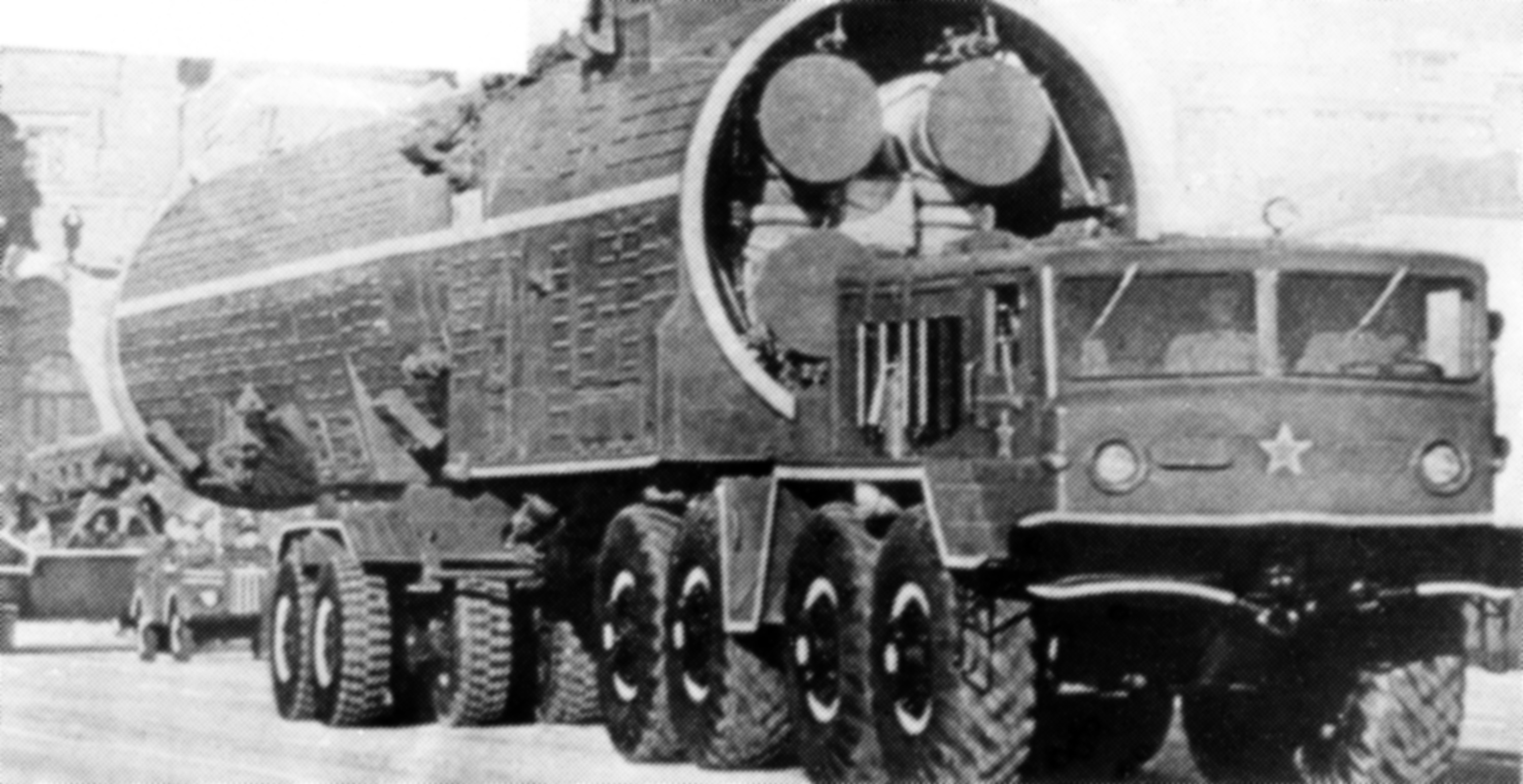
ABM-1 Galosh

Cho đến nay, phương án đánh chặn tên lửa liên lục địa khả thi vẫn là sử dụng các đạn tự hành mang đầu đạn hạt nhân nhỏ nổ phá hủy vùng rộng, chuyên dùng đánh chặn đạn địch ở các giai đoạn giữa (quỹ đạo) và cuối (vào không khí). Cùng với đạn, hệ thống radar cảnh báo sớm cũng là một khó khăn cần vượt qua khi muốn đánh chặn đạn tự hành đạn đạo liên lục địa. Ngoài việc đưa các vệ tinh quan sát radar và hồng ngoại lên, thì phương án radar trên mặt đất vẫn là đảm bảo nhất. Từ 195x Liên Xô đã xây dựng các radar cảnh báo sớm nhìn quá đường chân trời, kỹ thuật nhìn quá đường chân trời được thực hiện bằng các bước sóng dài  xem radar Don-2N của ABM-2 . Có thể xem bản đồ phủ sóng các radar đó ngày nay  ảnh .
ABM-3 có các radar Don-2N quét đến tận châu Phi, radar đánh chặn ABM-3. Đạn tầm ngắn 53Т6 mang đầu đạn hạt nhân 10kt bắn xa 120 km, nặng 10 tấn , đạn này dùng để đánh giai đoạn quay lại khí quyển của đạn địch. Đạn tầm xa 350 km 51T6 nặng 33 tấn dùng để đánh giai đoạn quỹ đạo của đạn địch. Sơ đồ bố trí ABM Nga .
Bên Mỹ, do chiến lược phát triển sai nên đã không có ABM đúng đắn nào được thực hiện. Phương án đầu tiên cũng như SM3 ngày nay dùng đạn tự hành đất đối không SAM. Phiên bản riêng dành chống đạn tự hành đạn đạo liên lục địa của Project Nike không thỏa mãn và không qua thử nghiệm, phiên bản chống đạn đạo của nó là Nike Zeus . Tiếp theo, trong 197x, LIM-49 Spartan thay thế nhưng chỉ phục vụ vài tháng, và như thế thực chất là nó thất bại. LIM-49 Spartan cũng có cấu hình giống các đạn đánh chặn Liên Xô nhưng nó gây ra hỏng máy tính khi nổ. Sau đó, Mỹ đi theo National Missile Defense – NMD, đánh chặn đạn tự hành đạn đạo liên lục địa bằng những phương án viễn tưởng như dùng laser chở trên máy bay đốt đạn, hay đánh chặn chính xác không dùng đầu nổ mà bằng đạn ta đâm đầu ngược hướng đạn địch... tất cả các phương án đó đều không được sử dụng. Cho đến nay, Mỹ sử dụng SM3 như trên. Anti-ballistic missile và mục Current counter-ICBM systems trong đó . Trong đó, Ground-Based Midcourse Defense (GMD) hiện vẫn đang được thử nghiệm, nhưng nó đánh đạn ta bắn lên vẫn phát được phát không. Cho đến nay, Mỹ vẫn chỉ đánh chặn được tên lửa tầm ngắn, mà thứ này lại không đe dọa nhiều nước Mỹ như các đạn liên lục địa của Nga, Tàu, Ấn . Trong khi đó hệ thống đánh chặn tên lửa tầm xa không bao giờ vượt qua thử nghiệm. Như đã nói trên, để đánh chặn tên lửa tầm ngắn thì hiện nay các SAM S-400 đã thực hiện được. Hệ thống laser cực lớn chở trên máy bay đã dừng thử nghiệm. Ngoài Nga và Mỹ, hiện nay Trung Quốc và Ấn Độ đã đi từng bước phát triển kỹ thuật đánh chặn, trong đó Trung Quốc đã thông báo đanh chặn được tên lửa tầm trung , vượt qua khả năng của Mỹ. Ấn Độ cũng đã thông báo triển khai dần hệ thống đánh chặn từ 2012 . Đạn đánh chặn giai đoạn giữa của Ấn Độ sử dụng một phiên bản có thân là đạn Prithvi.

## Lịch sử

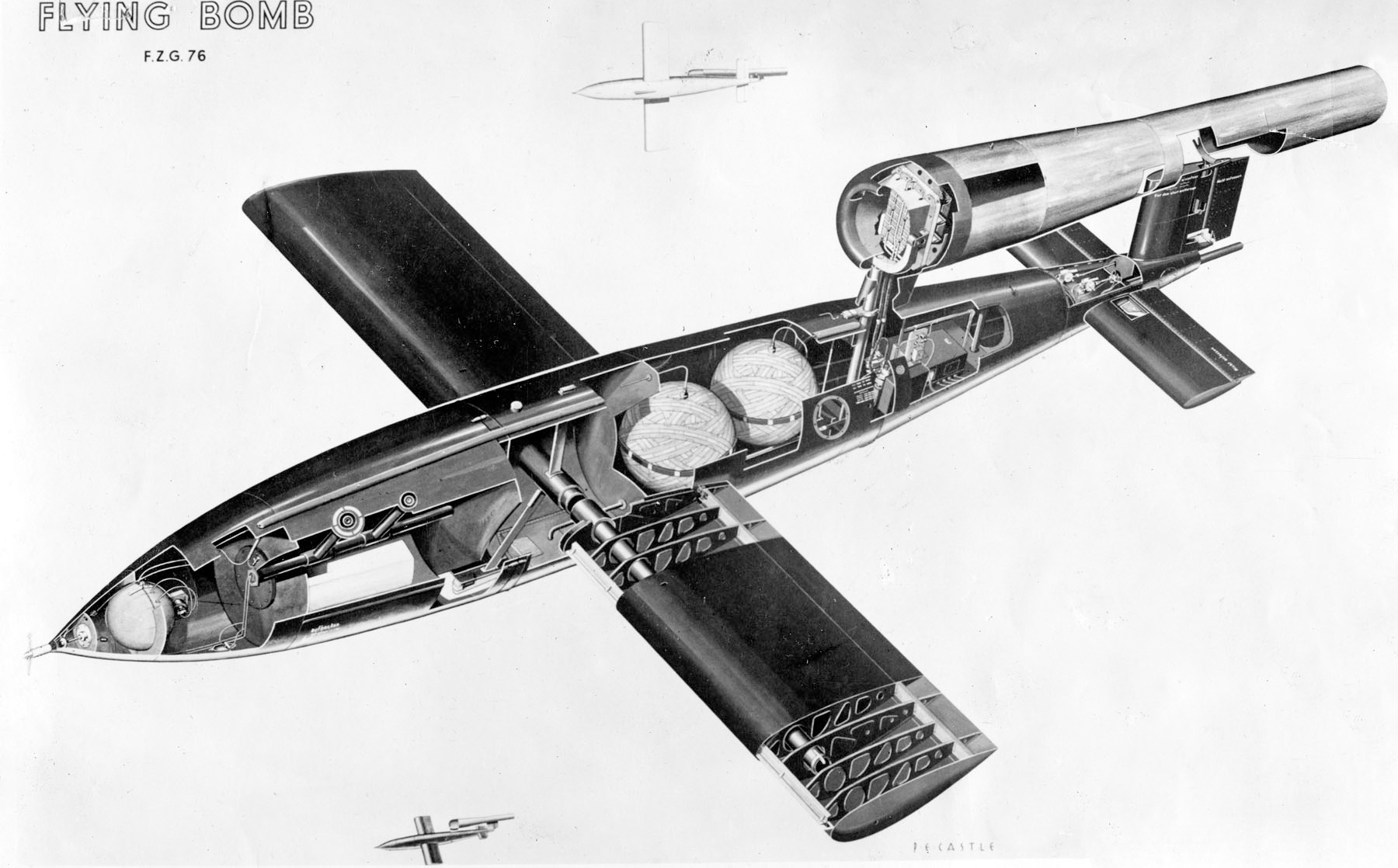
Sơ đồ cắt V-1

Sơ đồ cắt V-2.

Đức trong Chiến tranh thế giới thứ hai phát triển những loại đạn tự hành cơ sở ngày nay .